# مونيك أوسان بيلبو
أغنيس مونيك أوسان بيلبو «جي أو اس كيه» (مواليد 1942م) سياسية من موريشيوس وكانت نائبة رئيس موريشيوس من نوفمبر 2010م إلى أبريل 2016م. كانت رئيسة موريشيوس بالإنابة في الفترة من 31 مارس 2012م إلى 21 يوليو 2012م، عندما استقال السير أنرود جوغنوث لتنصيب كايلاش بورياج من الوزارة، شغلت منصب القائم بأعمال الرئيس مرة أخرى من 29 مايو 2015م حتى 5 يونيو 2015م منذ استقالة كايلاش بورياج حتى تنصيب أمينة غريب في الوزارة.

## حياتها المهنية
كانت مونيك أوسان بيلبو صحفية ومذيعة أخبار في القناة التلفزيونية الوطنية، في هيئة إذاعة موريشيوس.
فازت في الانتخابات البرلمانية وعُينت نائبة للرئيس في 12 نوفمبر 2010م بعد وفاة نائبة الرئيس أنجيدي شيتار. ثم تم انتخابها بالإجماع من قبل جميع أعضاء الجمعية الوطنية لتصبح أول امرأة نائبة لرئيس موريشيوس. فكانت أوسان بيلبو عضوةً في حزب العمال في موريشيوس وأصبحت فيما بعد رئيسًا للحزب. فهي ابنة بارثولومي أوسان وهو أحد الأعضاء المؤسسين للحزب.
و في 30 مارس 2012م، استقال رئيس موريشيوس أنرود جوغنوث بعد خلاف مع رئيس وزراء البلاد، تاركًا الرئاسة لنائبة الرئيس أوسان بيلبو. خلفه كايلاش بورياج كرئيسة في 21 يوليو 2012م.
و في 29 مايو 2015م، استقال الرئيس كايلاش بورياج، تاركًا الرئاسة مرة أخرى لنائبة الرئيس أوسان بيلبو. خلفته أمينة غريب كرئيسة للبلاد في 5 يونيو 2015م.

## حياتها الشخصية
كانت متزوجة من إيف جوزيف بيلبو، الذي كان رجل أعمال. حيث توفي في 16 نوفمبر 2010م، بعد ثلاثة أيام من أدائها اليمين كنائب للرئيس.

## الأوسمة والتكريمات
ضابط معلقة وسام نجمة ومفتاح المحيط الهندي (2009م). ولذلك تستخدم لاحقة الشرف (جي أو اس كيه) .